# Biaciukielnie
Biaciukielnie (lit. Bėčiakelniai) − wieś na Litwie, w gminie rejonowej Soleczniki, 2 km na północny wschód od Kamionki, zamieszkana przez 19 ludzi. Przed II wojną światową w Polsce, w powiecie wileńsko-trockim województwa wileńskiego.